# Данкацький потік
Данкацький потік (словац. Dankácky potok) — річка в Словаччині, ліва притока Мияви, протікає в округах Миява і Сениця.
Довжина приблизно 5.7-8.4 км. Витік знаходиться в масиві Миявські пагорби — схил гори Врхнай — на висоті близько 375 метрів. Протікає територією села Буковець.
Впадає в Мияву на висоті приблизно 220—225 метрів.